# Aventure à Naples
Pour plus de détails, voir Fiche technique et Distribution.
Aventure à Naples (Ricordati di Napoli) est une comédie romantique italienne réalisée par Pino Mercanti et sortie en 1958.

## Synopsis
Lucia, une jeune fille napolitaine, rencontre Johnny, un chanteur italo-américain, lors de son séjour à Naples. Les deux s'apprécient et ont une liaison. Quelque temps après le départ de Johnny, Lucia donne naissance à un enfant. Le chanteur, qui ignore tout, oublie Lucia et fait la cour à une riche Américaine qu'il a l'intention d'épouser. Mais un jour, il reçoit une lettre d'une amie de Lucia lui annonçant l'heureux événement.

## Fiche technique
- Titre français : Aventure à Naples[1]
- Titre original italien : Ricordati di Napoli[2]
- Réalisateur : Pino Mercanti
- Scénario : Luciano Martino, Sergio Sollima
- Photographie : Augusto Tiezzi
- Montage : Jolanda Benvenuti (it), Alba Di Salvo
- Musique : Michele Cozzoli, Nick Pagano, Aurelio Fierro
- Décors : Alfredo Montori (it)
- Production : Fortunato Misiano
- Société de production : Romana Film (it)
- Pays de production :  Italie
- Langue originale : italien
- Format : Noir et blanc - 1,37:1 - Son mono - 35 mm
- Durée : 92 minutes
- Genre : comédie romantique
- Dates de sortie :
  - Italie : 1958 (visa délivré 10 octobre 1958)
  - France : 1963

## Distribution
- Enzo Turco : Carmine
- Dolores Palumbo : Dolores
- Alberto Lionello : Johnny
- Aurelio Fierro : Gennarino
- Giulia Rubini : Lucia
- Giuseppe Porelli : Don Felice
- Riccardo Billi : L'homme de la sérénade
- Nico Pepe : Un client de la boîte de nuit américaine
- Rosita Pisano : Concettina
- Ciccio Barbi : Le gérant des « Taxi Girls »
- Vittoria Crispo (it) : La femme Clotide
- Carlo Taranto : Domenichino
- Angela Luce : Juré
- Eleonora Morana (it) : Stella

## Production
Le film a été tourné, pour les intérieurs, dans les studios INCIR De Paolis, Via Tiburtina, à Rome.